# ولی اسماعیلی
ولی اسماعیلی (زادهٔ ۱۳۵۰ در گرمی)  نمایندهٔ حوزهٔ انتخابیهٔ گرمی  در دورهٔ هشتم و دوره یازدهم مجلس شورای اسلامی بوده است.

## فعالیتهای اجتماعی در مجلس
- رئیس کمیسیون اجتماعی

رئیس توسعه روابط با کشورهای اکو
- رییس فراکسیون توسعه روابط با کشورهای اکو
- رییس کمیسیون اجتماعی مجلس یازدهم
- مشاور عالی وزیر تعاون و کار
- مدیر کل بازرسی
- مشاور اقتصادی و سرمایه‌گذاری سازمان تأمین اجتماعی کشور
- مدیر کل ارزیابی عملکرد مدیران وزارت تعاون و رفاه اجتماعی
- مشاور سیاسی و اجتماعی عضوهیئت رئیسه مجلس شورای اسلامی
- مشاور رئیس کمیسیون اجتماعی مجلس
- مشاور سیاسی و امنیتی رئیس کمیسیون سیاست خارجی و امنیت ملی مجلس شورای اسلامی
- عضو فراکسیون انقلاب اسلامی مجلس شورای اسلامی

## فعالیت‌هاو سوابق
- کارشناس ارشد سیاسی وزارت کشور
- سخنگو ی فراکسیون اصولگرایان
- رئیس کمیته امنیت داخلی مجلس شورای اسلامی
- سخنگوی و عضو هیات رئیسه هیات مرکزی نظارت بر انتخابات شوراهای سراسر کشور
- نماینده دوره هشتم مجلس شورای اسلامی
- نماینده دوره یازدهم مجلس شورای اسلامی